# Brassia transamazonica
Brassia transamazonica är en orkidéart som beskrevs av David Edward Bennett och Eric Alston Christenson. Brassia transamazonica ingår i släktet Brassia och familjen orkidéer.
Artens utbredningsområde är Peru. Inga underarter finns listade i Catalogue of Life.